# Ліберті Тауншип (округ Монтур, Пенсільванія)
Ліберті Тауншип (англ. Liberty Township) — селище (англ. township) в США, в окрузі Монтур штату Пенсільванія. Населення — 1795 осіб (2020).

## Демографія
Згідно з переписом 2010 року, у селищі мешкали 1584 особи в 613 домогосподарствах у складі 478 родин. Було 649 помешкань
Расовий склад населення:
| - 98,0 % — білих - 0,6 % — азіатів - 0,5 % — чорних або афроамериканців |

До двох чи більше рас належало 0,8 %. Частка іспаномовних становила 0,1 % від усіх жителів.
За віковим діапазоном населення розподілялося таким чином: 20,9 % — особи молодші 18 років, 63,8 % — особи у віці 18—64 років, 15,3 % — особи у віці 65 років та старші. Медіана віку мешканця становила 45,1 року. На 100 осіб жіночої статі у селищі припадало 105,4 чоловіків;  на 100 жінок у віці від 18 років та старших — 102,4 чоловіків також старших 18 років.
Середній дохід на одне домашнє господарство  становив 76 824 долари США (медіана — 65 625), а середній дохід на одну сім'ю — 88 133 долари (медіана — 75 375). Медіана доходів становила 45 750 доларів для чоловіків та 37 330 доларів для жінок. За межею бідності перебувало 4,6 % осіб, у тому числі 3,9 % дітей у віці до 18 років та 7,1 % осіб у віці 65 років та старших.
Цивільне працевлаштоване населення становило 839 осіб. Основні галузі зайнятості: освіта, охорона здоров'я та соціальна допомога — 34,6 %, виробництво — 13,7 %, роздрібна торгівля — 7,9 %, будівництво — 7,7 %.